# ریتیپاتا (پونو)
ریتیپاتا (به اسپانیایی: Ritipata) یک کوه در پرو است که در پرو واقع شده‌است. ریتیپاتا ۵٬۳۵۰ متر بالاتر از سطح دریا واقع شده‌است.